# 13724 Швем
13724 Швем (13724 Schwehm) — астероїд головного поясу, відкритий 27 серпня 1998 року.
Тіссеранів параметр щодо Юпітера — 3,537.